# پریدینگ
پریدینگ (به آلمانی: Preding) یک منطقهٔ مسکونی در اتریش است که در دویچلندسبرگ واقع شده‌است. پریدینگ ۱۸٫۲ کیلومتر مربع مساحت دارد ۳۳۵ متر بالاتر از سطح دریا واقع شده‌است.